# Joe Stephens
Pour les articles homonymes, voir Stephens.
Joseph « Joe » Stephens, né le 28 janvier 1973 à Riverside (Californie), est un ancien joueur américain de basket-ball.

## Biographie
Stephens fait sa carrière universitaire d'abord pour les Buffaloes de l'université du Colorado à Boulder de 1991 à 1993, puis pour les Trojans de l'université de l'Arkansas à Little Rock de 1994 à 1996 (il ne joue pas une année en raison des règles régissant le transfert inter-universitaire).
Stephens n'est pas choisi lors de la Draft 1996 de la NBA. Il fait quelques apparitions en NBA en tant qu'agent libre, signant des contrats courts pour remplacer temporairement des joueurs. Il joue au total 22 rencontres pendant ses 3 ans en NBA. Il trouve aussi un contrat avec les Panteras de Miranda, club vénézuélien.
Devant ce manque de succès, il part jouer en Europe, à l'ASVEL Villeurbanne où il fait partie de l'équipe qui remporte le championnat et la coupe de France en 2001.

## Palmarès
- Finaliste du championnat de France en 2001
- Vainqueur de la coupe de France en 2001